# The International (Dota 2)
The International（ジ・インターナショナル）はDota 2における世界選手権であり、毎年開催されるeスポーツ大会。

## 歴代優勝

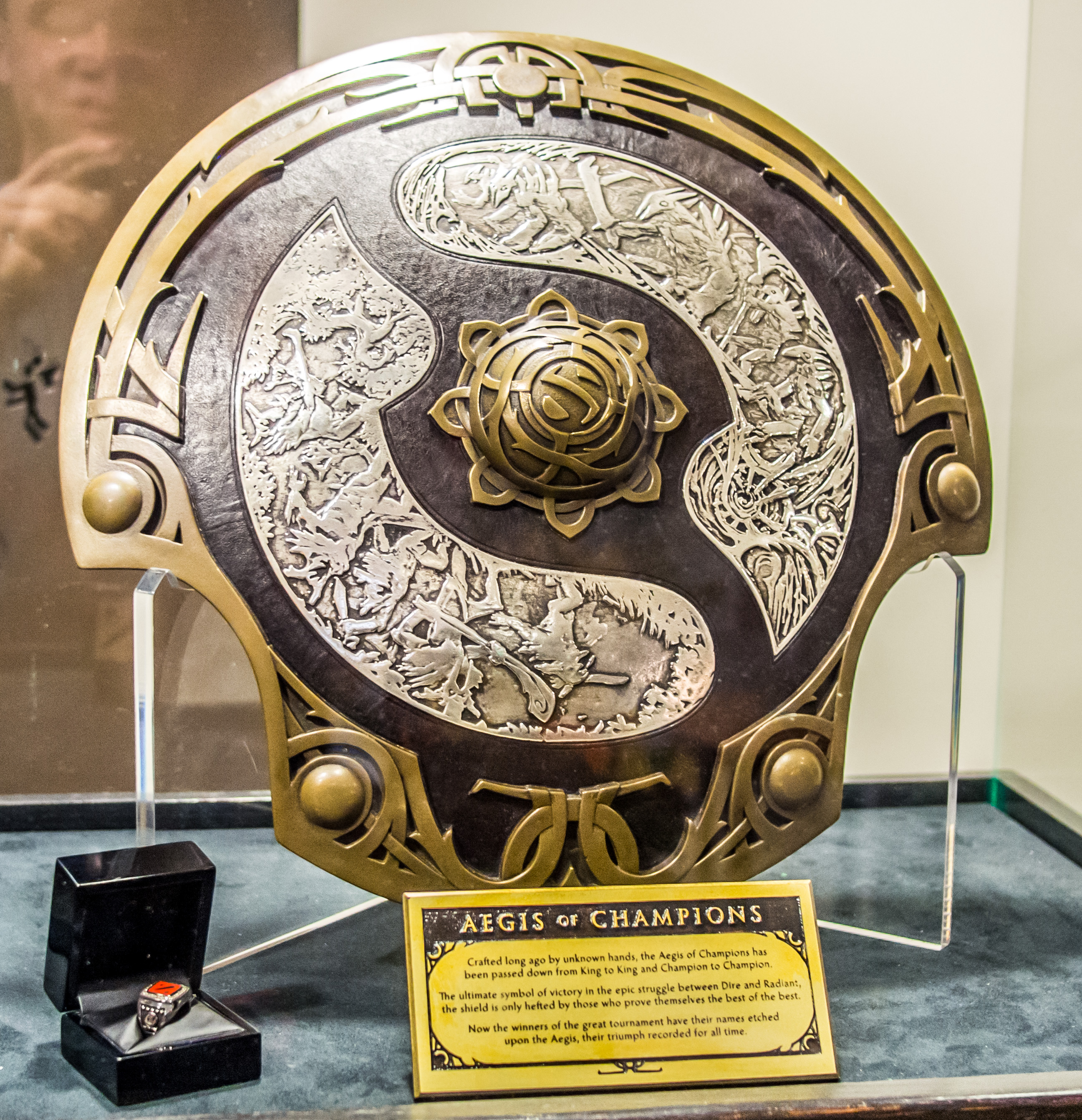
優勝杯

| 開催年 | 優勝            | 総額        | 日時           | 会場                                                                                      | 決勝開催地     |
| ------ | --------------- | ----------- | -------------- | ----------------------------------------------------------------------------------------- | -------------- |
| 2011   | Natus Vincere   | $1,600,000  | 8月17–21日     | ケルンメッセ                                                                              | ケルン         |
| 2012   | Invictus Gaming | $1,600,000  | 8月26日–9月2日 | ベナロヤ・ホール                                                                          | シアトル       |
| 2013   | Alliance        | $2,874,380  | 8月2–11日      | ベナロヤ・ホール                                                                          | シアトル       |
| 2014   | Newbee          | $10,923,977 | 7月8–21日      | キーアリーナ                                                                              | シアトル       |
| 2015   | Evil Geniuses   | $18,429,613 | 7月27日–8月8日 | キーアリーナ                                                                              | シアトル       |
| 2016   | Wings Gaming    | $20,770,460 | 8月2–13日      | キーアリーナ                                                                              | シアトル       |
| 2017   | Team Liquid     | $24,787,916 | 8月2–12日      | キーアリーナ                                                                              | シアトル       |
| 2018   | OG              | $25,532,177 | 8月15–25日     | ロジャーズ・アリーナ                                                                      | バンクーバー   |
| 2019   | OG              | $34,330,068 | 8月15–25日     | メルセデス・ベンツアリーナ                                                                | 上海市         |
| 2021   | Team Spirit     | $40,018,195 | 10月7–17日     | ナショナル・アリーナ                                                                      | ブカレスト     |
| 2022   | Tundra Esports  | $18,930,775 | 10月15–30日    | - サンテック・シンガポール国際会議展示場 - シンガポール・インドア・スタジアム (Singapore) | シンガポール   |
| 2023   | Team Spirit     | $3,380,455  | 10月12–29日    | クライメット・プレッジ・アリーナ                                                          | シアトル       |
| 2024   | Team Liquid     | $2,602,164  | 9月4–15日      | ロイヤル・アリーナ                                                                        | コペンハーゲン |

## 歴史
The Internationalは2011年に第1回大会がゲームズコム会場で行い、優勝賞金100万ドルで行う。
第2回大会はシアトル交響楽団の本拠地ベナロヤ・ホールで開催。
第4回大会は舞台をキーアリーナに移し、期間中5万人以上の観衆が集められ、優勝賞金も500万ドルを超えた。第5回大会は時期を7月に移動。総額も1800万ドル超となる。
第6回大会は再び8月に戻し、賞金総額2000万ドル超、優勝賞金も900万ドルを超えた。第7回は史上最速で賞金総額2000万ドルを超え、優勝賞金も1000万ドルを超えた。第8回大会はカナダ・バンクーバーのロジャーズ・アリーナで開催。第9回大会は中国上海市のメルセデス・ベンツアリーナで開催。初めて賞金総額が3000万ドルを突破。優勝戦でOGがリキッドを3-1で破り連覇を達成。
第10回大会は当初はスウェーデン・ストックホルムのグローベンで開催予定だったが、新型コロナの急拡大で1年延期、かつ会場をルーマニア・ブカレストで開催予定だったが、ルーマニア国内の感染状況が悪化したことから、急遽無観客開催。
第11回は出場チームを20チームに拡大。その一方でバトルパスの廃止で賞金額が大幅減額となる。

## 大会フォーマット
大会は各大陸予選（アメリカ、CIS、中国、東南アジア、欧州）およびDotaプロサーキットのシーズン総合上位チームの計20チームで争う。試合はグループステージは2セットマッチ、メインイベントは3セットマッチ。ただしロアーラウンド1回戦のみ一発勝負で、優勝決定戦（グランドファイナル）のみ5セットマッチ。各組上位4チームがアッパーラウンド5-8位チームはロアーラウンドへと進出するが、各組下位2チームは敗退。メインイベントはダブル・エリミネーション方式で実施される。

## メディア
The InternationalはTwitchやSteamTVを通じて生中継されているほか、2014年以降はESPN2およびWatchESPNでも中継を行っている。